# Ахеджакова Лія Меджидівна
Лі́я Меджи́дівна Ахеджа́кова (нар. 9 липня 1938, м. Дніпропетровськ, Українська РСР) — радянська і російська акторка театру і кіно. Заслужена артистка РРФСР (1970). Народна артистка Росії (1994).

## Життєпис
Лія Ахеджакова виросла в театральній родині. Мати, Юлія Олександрівна — акторка Майкопського драматичного театру, вітчим Меджид Салехович Ахеджаков — головний режисер того ж театру. Після одруження матері з Меджидом Ахеджаковим, що замінив дівчині батька, Лія жила й навчалася в м. Майкопі.
1956 року Лія вступила до Московського інституту кольорових металів, де провчилася півтора року.
З 1961 року працювала в Московському театрі юного глядача в амплуа травесті.
1962 року закінчила Державний інститут театрального мистецтва (ГІТІС) ім. А. В. Луначарського.
З 1977 року працювала в театрі «Современник».
З 2014 року послідовно виступала проти російської агресії в Україні та після початку російського вторгнення в Україну (2022) не змінила своїх поглядів. У результаті на початку 2023 року була звільнена з театру «Современник», де працювала протягом 50 років.

## Творчість
Під час роботи в Московському театрі юного глядача Ахеджаковій не доручали значних ролей. Акторка, за власними спогадами, протягом 16 років страждала від виконання нескінченних «зайчиків», «поросят» та «курячих ніг». Проте навіть в цей період вона запам'яталася глядачу як Женька у виставі «Мій брат грає на кларнеті», Тарас Бобунов («Будьте напоготові, Ваша високосте!»), Віслючок Іа-Іа («Вінні-Пух та його друзі»), Бабуся («Я, бабуся, Іліко та Іларіон»), Дениска Корабльов («Пожежа в пампасах, або Подвиг у льодах»), Пеппі («Пеппі Довгапанчоха»).
Одну з перших великих робіт — у виставі «Квартира Коломбіни» в постановці Романа Віктюка, де режисер доручив акторці одразу чотири головні ролі — Ахеджакова отримала у театрі «Современник».
Згодом в цьому театрі Ахеджакова зіграла низку визначних ролей, серед яких: Леона Доусон в «Попередженні малим кораблям» Теннессі Вільямса, Зіна в «Ми їдемо, їдемо, їдемо …» Миколи Коляди, місіс Форд у «Віндзорські насмішниці» Вільяма Шекспіра, Рахель у «Складні люди» Йосефа Бар-Йосефа.
Сьогодні Лія Ахеджакова є провідною акторкою театру, добре відома своїми роботами у виставах «Крутий маршрут» Євгенії Гінзбург — Зіна Абрамова, Селестина в однойменній п'єсі Миколи Коляди, створеної за мотивами твору Фернандо де Рохаса, Фонсі Дорсі в спектаклі «Гра в джин» Дональда Л. Кобурна.
Прагнення повніше реалізувати свою індивідуальність привело Ахеджакову в середині 1990-х років у приватну антрепризу, де на неї чекав особливий успіх у виставі за п'єсою Миколи Коляди «Перський бузок» (режисер Борис Мільграм). Згодом вона разом з Богданом Ступкою співпрацювала з продюсерською компанією Анатолія Воропаєва — 2000 року дебютувала в ролі Пульхерії Іванівни в проєкті «Старосвітська любов» режисера Валерія Фокіна, 2002 року створила образ Клер в «Соняшниках» по Теннессі Вільямсу. 2006 року зіграла Марселіну в спектаклі «Фігаро. Події одного дня», який в рамках проєкту TERRITORIЯ ставив режисер Кирило Серебренніков. У дуеті з Геннадієм Хазановим грала в телеспектаклі за п'єсою Ежена Йонеско «Маячня удвох». 2012 року Лія Ахеджакова разом з актором Альбертом Філозовим виконали головні ролі в спектаклі петербурзького режисера-експериментатора Андрія Могучего «Circo Ambulante» в Театрі Націй. Влітку 2012 року взяла участь в проекті режисера Дмитра Кримова — виставі «Як вам це сподобається», створеній як програмна робота до Міжнародного театрального фестивалю в Единбурзі.

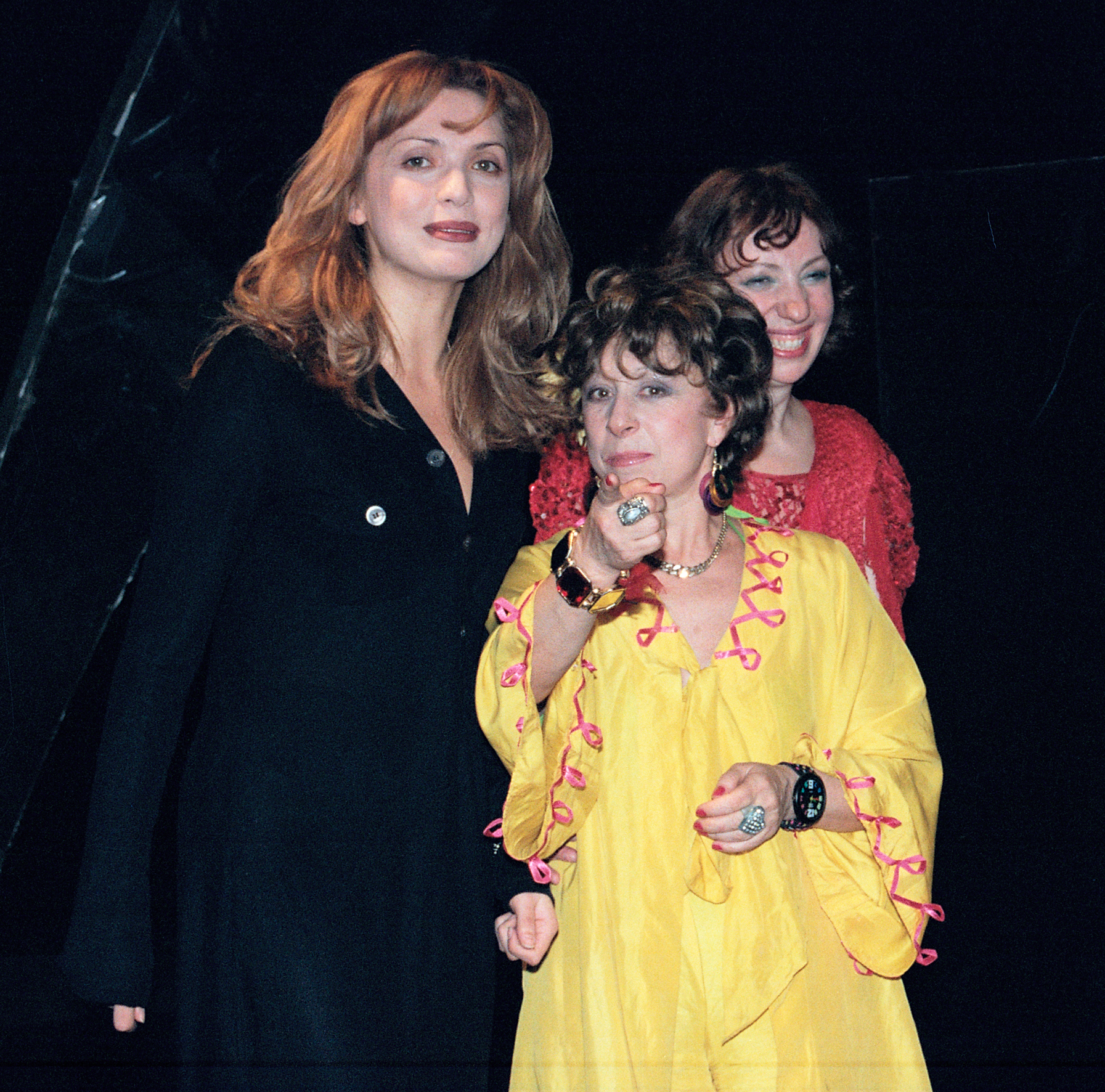
Лія Ахеджакова, Ольга Дроздова та Галина Петрова

У кіно акторка дебютувала 1973 року, виконавши роль Аллочки в фільмі Михайла Богина «Шукаю людину». Стрічка була відзначена призами міжнародних кінофестивалів у Варні та Локарно. Загалом Ахеджакова знялася більш ніж в дев'яноста кінострічках, співпрацювала з багатьма відомими режисерами: Інною Туманян («Коли я стану велетнем»), Олексієм Германом («Двадцять днів без війни»), Володимиром Меньшовим («Москва сльозам не вірить»), Аллою Суриковою («Московські канікули»). Проте найяскравіше її талант виявився в комедіях Ельдара Рязанова «Іронія долі» (1975), «Службовий роман» (1977), «Гараж» (1979), «Про бідного гусара замовте слово» (1980), «Небеса обітовані» (1991), «Старі шкапи» (2000), «Андерсен. Життя без любові» (2006).
Серед пізніх кіноробіт Лії Ахеджакової — роль офіціантки в трагікомедії Кирила Серебреннікова «Зображуючи жертву» (2006), образ Анни Сергіївни в біографічній драмі Павла Лунгіна «Гілка бузку» (2007), героїня кіноновели «Зима» Вікторія Павлівна в альманасі «Чотири віки любові» (2008), Баба-Яга в казці «Книга майстрів» (2009), Світлана Семенівна в кінопроєкті «Мами» (2012), правозахисниця у драмі Сергія Лозниці «Лагідна» (2017) та хазяйка квартири у біографічний стрічці Кирила Серебреннікова «Літо» (2018).
Ахеджакова також неодноразово озвучувала анімаційні стрічки. Її голосом розмовляють хлопчик у мультфільмі «Синій птах», Буковка в десятисерійному мультфільмі «Незнайко в Сонячному місті», Біла Королева та Вівця в чотирисерійному мультфільмі «Аліса в Задзеркаллі», Іванко в мультфільмі «Два клени», Баба-Яга в мультфільмі 2011 року «Іван Царевич та Сірий Вовк».

### Театральні роботи

#### Ролі в театрі «Современник»
- 1977 — акторка — Костянтин Симонов «Із записок Лопатіна» (режисер Йосип Райхельгауз)
- 1977 — стара — Михайло Рощин «Ешелон» (режисери Галина Волчек, Йосип Райхельгауз)
- 1977 — секретарка Сакуліна / Кучкіна — Олександр Гельман «Зворотній зв'язок» (режисер Галина Волчек)
- 1978 — Аносова — Віктор Розов «Вічно живі» (режисер Олег Єфремов)
- 1979 — мати Гурського — Костянтин Симонов «Ми не побачимося з тобою» (режисер Валерій Фокін)
- 1980 — тітка Соня — Михайло Рощин «Поспішайте робити добро» (режисер Галина Волчек)
- 1985 — Свєта / Галя / Ау / Коломбіна — Людмила Петрушевська «Квартира Коломбіни» (режисер Роман Віктюк)
- 1987 — Маргарита Мостова — Олександр Галін «Стіна»; режисер Роман Віктюк
- 1987 — Семеніхіна — Олександр Галін «Східна трибуна» (режисер Леонід Хейфец)
- 1988 — Варвара — Федір Сологуб «Дрібний біс» (режисер Роман Віктюк)
- 1989 — Зіна Абрамова — Євгенія Гінзбург «Крутий маршрут» (режисер Галина Волчек)
- 1992 — Рахель-Лея Голд — Йосеф Бар-Йосеф «Складні люди» (режисер Галина Волчек)
- 1993 — Челеста — Ренато Майнарді «Пекельний сад» (режисер Роман Віктюк)
- 1995 — місіс Форд — Вільям Шекспір «Віндзорські насмішниці» (режисер Сергій Яшин)
- 1996 — Зіна — Микола Коляда «Ми їдемо, їдемо, їдемо…» (режисер Галина Волчек)
- 1997 — Леона Доусон — Тенессі Вільямс «Попередження малим кораблям» (режисер Річард Корлі)
- 2002 — Селестина — Микола Коляда (за мотивами Фернандо де Рохаса) «Селестина» (режисер Микола Коляда)
- 2013 — Фонса Дорс Дональд Лі Кобурн «Гра в джин» (режисер Галина Волчек)
- 2021 — бабуся Нурія — «Перший хліб»; режисер В. Рижаков (Рінат Ташимов)

#### Ролі в інших театрах
- 1996 — Вона — Микола Коляда «Перський бузок» — Приватна антреприза Є. Спектора (режисер Борис Мільграм)
- 2000 — Пульхерія Іванівна — Микола Коляда «Старосвітська любов» — Продюсерська компанія А. Воропаєва (режисер Валерій Фокін)
- 2002 — Клер — Тенессі Вільямс «Соняшники» — Продюсерська компанія А. Воропаєва (режисер Борис Юхананов)
- 2006 — Марселіна — П'єр Бомарше «Фігаро. Події одного дня» — проект TERRITORIЯ (режисер Кирило Серебренніков)
- 2007 — Кітті — Деніель Калль «Божевільні королеви» — Балтійський Будинок (режисер Ольга Субботіна)
- 2012 — Марія — Андрій Могучий «Circo Ambulante» — Театр Націй (режисер Андрій Могучий)
- 2012 — дама — (за мотивами Вільяма Шекспіра) «Як вам це сподобається» — Школа драматичного мистецтва (режисер Дмитро Кримов)
- 2015 — Есфір — Людмила Улицька «Мій онук Веніамін» — Приватна антреприза Є. Спектора (режисер Марфа Горвіц)

### Фільмографія
| Кіно - 2018 — «Літо» — хазяйка квартири - 2017 — «Лагідна» — правозахисниця - 2012 — «Мами» — Світлана Семенівна - 2010 — «Кохання-зітхання 3» — Єлизавета Миколаївна - 2009 — «Книга Майстрів» — Баба-Яга - 2009 — «Банкрут» — Устинья Наумівна - 2008 — «Чотири віки любові» — Віка - 2007 — «Фото моєї дівчини» — Любов Григорівна - 2007 — «Потапов, до дошки!» — Таїсія Іванівна, вчителька - 2007 — «Нізвідки з любов'ю, або Веселий похорон» — Марія Гнатівна, цілителька - 2007 — «Гілка бузку» — Анна Сергійовна - 2006 — «Андерсен. Життя без любові» — ворожка - 2006 — «Дивне Різдво» — тітка Люся - 2006 — «Зображуючи жертву» — працівниця японського ресторану - 2000 — «Старі шкапи» — Люба - 1998 — «Мандрівний автобус» — Зіна, адміністратор - 1995 — «Московські канікули» — аферистка - 1994 — «Тринь-бринь» — Марія, бабуся Аркашки - 1993 — «Безодня, коло сьоме» - 1992 — «Я хотіла бачити янголів» — мама Жені - 1992 — «Сім сорок» — Ткачук - 1991 — «Небеса обітовані» — Фіма (Анфім'я Степанівна) - 1990 — «Сукині діти» — Елла Ернестівна | - 1990 — «Допінг для янголів» — Ніна Павлівна - 1990 — «Мордашка» — Зоя Миколаївна - 1988 — «Грішник» — Зінаїда Маслова - 1987 — «Інше життя» — Роза Гасанова - 1986 — «Розмах крил» — пасажирка - 1984 — «Мідний янгол» — Росіта, господиня готелю - 1984 — «Осінній подарунок фей» — Фея Смутку - 1983 — «Дещо з губернського життя» — Змеюкіна - 1983 — «Талісман» — Она - 1981 — «Восьме диво світу» — Юля Ермоліна - 1981 — «Відпустка за свій кошт» — Ірина - 1981 — «Небесні стежки» — дружина туриста - 1981 — «Куди зник Фоменко?» — Аліна, дружина Фоменка - 1979 — «Гараж» — Малаєва - 1979 — «Москва сльозам не вірить» — Ольга Павлівна, директор клубу - 1978 — «Подарунок чорного чаклуна» — опудалиха - 1978 — «Красень-чоловік» — Сосіпатра Семенівна - 1978 — «Коли я стану велетнем» — Джульєтта Ашотівна - 1977 — «Журавель в небі...» — Роза - 1977 — «Службовий роман» — Віра, секретарка - 1976 — «Двадцять днів без війни» — жінка з годинником - 1975 — «Іронія долі» — Таня, подруга і колега Наді - 1975 — «У самого Чорного моря» — Віола Смир, секретар - 1974 — «Іван та Марья» — царівна Аграфена - 1974 — «Таня» — Дуся - 1973 — «Шукаю людину» — Аллочка | Телебачення - 2011 — «Дорога моя людина» (серіал) Ашхен Аганесян - 2008 — «Крутий маршрут» (ТБ) Зіна - 2006 — «Складні люди» (ТБ) Рахель - 2005 — «Горинич та Вікторія» (серіал) Віолетта Полікарпівна Лур'є - 2005 — «Казароза» (серіал) Майя Антонівна - 2004 — «Вузький міст» (ТБ) Ніна Петрівна - 2003 — «П'ятий янгол» (серіал) Сара - 1997 — «Вино з кульбабок» (ТБ) Лина Ауфман - 1995 — «Маячня удвох» - 1989 — «Соф'я Петрівна» (ТБ) — Марія Ерастівна - 1984 — «Маленька послуга» (ТБ) — Тамара - 1980 — «Про бідного гусара замовте слово» (ТБ) — Лулу |

## Громадянська позиція
Відома своєю активною громадянською позицією. Під час Євромайдану акторка розповіла, що пильно стежить за ходом подій і дуже переживає і одночасно захоплена сміливістю українців. Лія Ахеджакова підкреслила, що Росії є чому повчитися в України. Вона зазначила: попри те, що російський і український народи є братами, Україна «втекла» від Росії за першої ліпшої нагоди. Це пов'язано з тим, що на українській землі ще пам'ятають табори Сталіна і Голодомор.
У березні 2014 року разом з понад 200 іншими російськими кінематографістами акторка підписалась під зверненням до українських колег зі словами підтримки і запевненнями, що вони не вірять офіційній пропаганді Кремля, яку поширюють провладні ЗМІ та проти російської військової інтервенції в Україну. Підписала звернення ініціативної групи з проведення конгресу інтелігенції «проти війни, проти самоізоляції Росії, проти реставрації тоталітаризму», підписала звернення на захист російського музиканта Андрія Макаревича, що виступив із критикою політики російської влади щодо України.
У липні 2014 року акторка знову публічно виступила, прочитала вірш Орлуші «Реквієм по МН-17», де від імені Росії взяла на себе відповідальність за збитий над Донецькою областю пасажирський літак.
29 червня 2015 року під час інтерв'ю телеканалу «Дождь» попросила публічні вибачення у народу Вірменії за російську агресію.
У березні 2015 року виступила з підтримкою Надії Савченко, у 2018-му — на захист українського режисера Олега Сенцова.
Наприкінці січня 2022 року разом з іншими деякими відомими вченими, письменниками, журналістами, правозахисниками Росії виступила проти можливої війни з Україною та підписала «Заяву прихильників миру проти Партії Війни у російському керівництві», яка була опублікована на сайті видання «Ехо Москви».
21 лютого 2022 року підписала відкритий колективний лист російського Конгресу інтелігенції «Ви будете прокляті! Паліям війни», в якому йдеться про історичну відповідальність влади РФ за розпалювання «великої війни з Україною».
27 червня 2023 року, перебуваючи у Німеччині, взяла до рук прапор України та вклонилася зі сцени.

## Родина
Ахеджакова була одружена з актором Малого театру Валерієм Носиком, художником Борисом Кочейшвілі.
Влітку 2001 року уклала шлюб з московським фотографом Володимиром Персіяніновим.
Дітей не має.